# Parque Nacional de Børgefjell
O Parque Nacional de Børgefjell é um parque nacional do Norte da Noruega. Situa-se nos condados de Nord-Trøndelag e Nordland. Foi criado em 1963. Tem uma área de 1.447 km². É um terreno de colinas agrestes, com pequenos planaltos cobertos de esteva, torrentes, cascatas e lagos. Nas partes mais baixas há bosques de coníferas. Possui uma fauna diversificada: alces, raposas-árcticas, lémures, ursos, lobos, linces, lagópodes brancos, etc.Nas zonas aquáticas existem várias aves e glutões.